# 地下聖堂

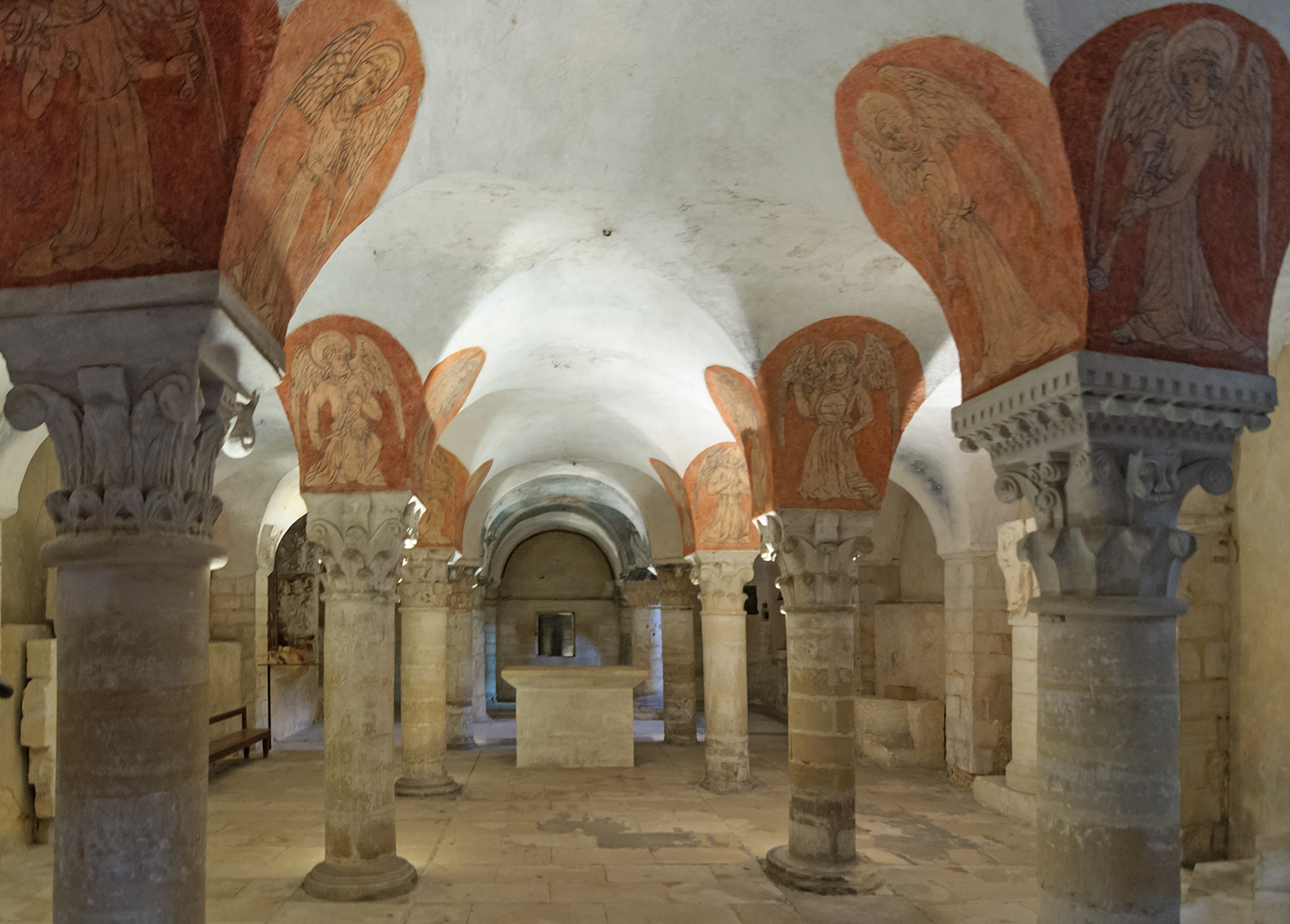
フランス・バイユーの地下聖堂

地下聖堂（ちかせいどう、crypt）は教会堂や城の床下に作られる、石造りの部屋あるいは貯蔵室である。Crypt という名称はラテン語の crypta、ギリシャ語の kryptē に由来する。礼拝堂や納骨所として利用されるのが普通で、聖人や高位の聖職者など、高貴な人物の石棺・棺・遺物などが納められている。場合によっては、通常の聖堂と同様の用途・形態をとる聖堂が、地下に位置しているだけの事から「地下聖堂」と呼ばれる事がある。

## 定義
石室を地上に配置するために聖堂本体を2階以上に持ち上げることはまれであるが、ドイツの聖ミカエル聖堂などが知られている。地下聖堂は典型的にはアプスの下に作られるが、その部分や身廊の下にある場合もある。キリスト教史の初期、特にアルジェリアのオルレアンスビルやジェミラ、コンスタンチノープルのビュザンティオンにある聖ジョンの工房にその原型を見ることができる。カール大帝支配下の西ヨーロッパで使われ始め、広まっていった。10世紀以降、教会が聖遺物を通常利用するのと同じ階に置くことを許すようになり、石室墓を作る必要はなくなっていった。ゴシック時代には石室墓はほとんど作られなかった。

## 納骨所

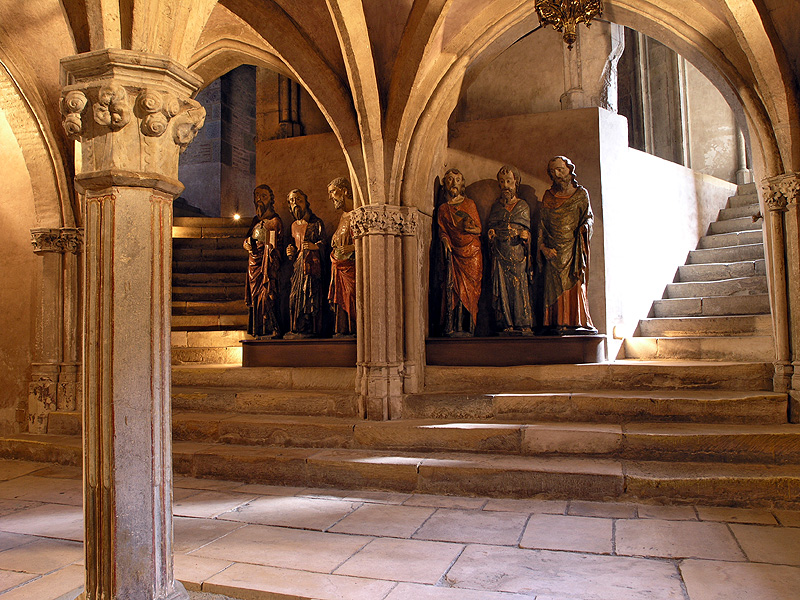
サン・セルナン教会（トゥールーズ）

近代では、crypt の語は死者を安置するための石造りの部屋、納骨所として用いられることが多い。普通は墓地、あるいは教会堂や大聖堂といった公共の宗教施設にあるが、個人の霊廟やチャペルの下に作られているものもある。家族が裕福であったり名士であったりすると、「家族墓」、すなわち家族全員が入れるものを準備することもある。例えば、多くの王室は歴代の王族の遺骸が何体も納められた巨大な石室墓を持っている。地上に備えられた石室墓を廟 (mausoleum) と呼び習わす地域もあり、これも同じく埋葬の目的に作られる、精巧な建築物である。

## 例
- ルンド大聖堂（スウェーデン語版、英語版）（スウェーデン）
- ムチャルズ城（スコットランド）